# Giuseppe Matassoni
Giuseppe Matassoni (Cesena, 8 novembre 1926) è un allenatore di calcio ed ex calciatore italiano, di ruolo centrocampista.

## Carriera

### Giocatore
Debutta in Serie B con il Cesena nel 1946-1947 con 26 presenze e 1 gol. In seguito colleziona con il Brescia 107 presenze ed 11 gol nell'arco di quattro stagioni in serie cadetta.
Dopo un'altra breve parentesi in Serie B con il Verona, dove disputa tre gare, si trasferisce al Catanzaro dove gioca per un anno in Serie C.

### Allenatore
Ha allenato il Cesena a più riprese in Serie C ed altre squadre nelle serie minori.

## Palmarès

### Giocatore

#### Competizioni nazionali
- Serie D: 1

Cesena: 1959-1960